# Ignace Van Der Brempt
Ignace Van Der Brempt (Antwerpen, 2002. április 1. –) belga korosztályos válogatott labdarúgó, a Como játékosa. Testvére Max Van der Brempt a KSC City Pirates játékosa.

## Pályafutása

### Klubcsapatokban
A Schelle Sport, a Beerschot, a Rupel Boom és a Mechelen korosztályos csapataiban nevelkedett 2017-ig, amikor is a Club Brugge akadémiájára került. 2019-ben került fel az első csapat keretéhez. Április 30-án aláírta első profi szerződését klubjával. Szeptember 14-én mutatkozott be a bajnokságban a Cercle Brugge ellen 2–0-ra megnyert idegenbeli mérkőzésen. A 2019–20-as bajnoki szezont megnyerte csapatával. 2020. december 8-án mutatkozott be az UEFA-bajnokok ligájában az olasz Lazio ellen. 2021. február 22-én első bajnoki gólját szerezte meg az OH Leuven ellen. 2022 januárjában 2026 június végéig szóló szerződést írt alá az osztrák Red Bull Salzburg csapatával. Március 2-án mutatkozott be a LASK Linz elleni bajnoki mérkőzésen a 23. percben Oumar Solet sérülése miatt. 2023. július 18-án kölcsönbe került a német Hamburger SV csapatához. 2024. augusztus 30-án az olasz Como csapatába került kölcsönbe vásárlási opcióval. 2025. július 1-től aktiválódott a vásárlási opció.

### A válogatottban
Többszörös korosztályos válogatott.

## Statisztika
2024. szeptember 1-i állapotnak megfelelően.
| Klub                   | Szezon   | Bajnokság          | Bajnokság | Bajnokság | Kupa  | Kupa  | Nemzetközi | Nemzetközi | Egyéb | Egyéb | Összesen | Összesen |
| Klub                   | Szezon   | Osztály            | Mérk.     | Gólok     | Mérk. | Gólok | Mérk.      | Gólok      | Mérk. | Gólok | Mérk.    | Gólok    |
| ---------------------- | -------- | ------------------ | --------- | --------- | ----- | ----- | ---------- | ---------- | ----- | ----- | -------- | -------- |
| Club Brugge            | 2019–20  | Jupiler Pro League | 1         | 0         | 1     | 0     | –          | –          | –     | –     | 2        | 0        |
| Club Brugge            | 2020–21  | Jupiler Pro League | 9         | 1         | 2     | 0     | 3          | 0          | –     | –     | 14       | 1        |
| Club Brugge            | 2021–22  | Jupiler Pro League | 12        | 0         | 2     | 0     | 5          | 0          | 1     | 0     | 20       | 0        |
| Club Brugge            | Összesen | Összesen           | 22        | 1         | 5     | 0     | 8          | 0          | 1     | 0     | 36       | 1        |
| RB Salzburg            | 2021–22  | Osztrák Bundesliga | 6         | 0         | 0     | 0     | 0          | 0          | –     | –     | 6        | 0        |
| RB Salzburg            | 2022–23  | Osztrák Bundesliga | 15        | 0         | 2     | 1     | 1          | 0          | —     | —     | 18       | 1        |
| RB Salzburg            | 2024–25  | Osztrák Bundesliga | 1         | 0         | 0     | 0     | 3          | 0          | 0     | 0     | 4        | 0        |
| RB Salzburg            | Összesen | Összesen           | 22        | 0         | 2     | 1     | 4          | 0          | 0     | 0     | 28       | 0        |
| Hamburger SV (kölcsön) | 2023–24  | Bundesliga 2       | 23        | 0         | 1     | 0     | —          | —          | —     | —     | 24       | 0        |
| Hamburger SV (kölcsön) | Összesen | Összesen           | 23        | 0         | 1     | 0     | 0          | 0          | 0     | 0     | 24       | 0        |
| Como (kölcsön)         | 2024–25  | Serie A            | 1         | 0         | 0     | 0     | —          | —          | —     | —     | 1        | 0        |
| Como (kölcsön)         | Összesen | Összesen           | 1         | 0         | 0     | 0     | 0          | 0          | 0     | 0     | 1        | 0        |
| Összesen               | Összesen | Összesen           | 68        | 1         | 8     | 1     | 12         | 0          | 1     | 0     | 87       | 0        |

1. ↑  Magába foglalja: Belga labdarúgó-szuperkupa.

## Sikerei, díjai
- Club Brugge
  - Belga kupa: 2019–20,[16] 2020–21[17]
  - Belga szuperkupa: 2021[18]

- RB Salzburg
  - Osztrák bajnok: 2021–22, 2022–23